# بابتيست مارتين
بابتيست مارتين (بالفرنسية: Baptiste Martin)‏ (مواليد 14 مايو 1985 في تروا - فرنسا) لاعب كرة قدم فرنسي يلعب حاليا لصالح نادي الدرجة الأولى أوكسير الفرنسي منذ 2001 في مركز قلب الدفاع .

## روابط خارجية
- بابتيست مارتين على موقع قاعدة بيانات كرة القدم.إي يو (الإنجليزية)
- بابتيست مارتين على موقع ليكيب (الفرنسية)
- بابتيست مارتين على موقع Soccerway.com (الإنجليزية)
- بابتيست مارتين على موقع كووورة